# 1986-os NHL-draft
AZ 1986-os NHL Draftot a kanadai Montréalban, a Montréal Forumban tartották meg 1986. június 21-én. Ez volt a 24. draft.

## A draft

### Első kör
| #  | Játékos            | Poszt       | Nemzetiség | NHL-csapat            | Egyetem/junior/klub csapat      |
| -- | ------------------ | ----------- | ---------- | --------------------- | ------------------------------- |
| 1  | Joe Murphy         | Jobb szélső | Kanada     | Detroit Red Wings     | Michigan State (CCHA)           |
| 2  | Jimmy Carson       | Center      | USA        | Los Angeles Kings     | Verdun Junior Canadiens (QMJHL) |
| 3  | Neil Brady         | Center      | Kanada     | New Jersey Devils     | Medicine Hat Tigers (WHL)       |
| 4  | Zarley Zalapski    | Védő        | Kanada     | Pittsburgh Penguins   | kanadai válogatott              |
| 5  | Shawn Anderson     | Védő        | Kanada     | Buffalo Sabres        | kanadai válogatott              |
| 6  | Vincent Damphousse | Center      | Kanada     | Toronto Maple Leafs   | Laval Voisins (QMJHL)           |
| 7  | Dan Woodley        | Jobb szélső | USA        | Vancouver Canucks     | Portland Winter Hawks (WHL)     |
| 8  | Pat Elynuik        | Jobb szélső | Kanada     | Winnipeg Jets         | Prince Albert Raiders (WHL)     |
| 9  | Brian Leetch       | Védő        | USA        | New York Rangers      | Avon Old Farms (H.S.)           |
| 10 | Jocelyn Lemieux    | Jobb szélső | Kanada     | St. Louis Blues       | Laval Voisins (QMJHL)           |
| 11 | Scott Young        | Jobb szélső | USA        | Hartford Whalers      | Bostoni Egyetem (Hockey East)   |
| 12 | Warren Babe        | Bal szélső  | Kanada     | Minnesota North Stars | Lethbridge Broncos (WHL)        |
| 13 | Craig Janney       | Center      | USA        | Boston Bruins         | Boston College (NCAA)           |
| 14 | Everett Sanipass   | Bal szélső  | Kanada     | Chicago Blackhawks    | Verdun Junior Canadiens (QMJHL) |
| 15 | Mark Pederson      | Bal szélső  | Kanada     | Montréal Canadiens    | Medicine Hat Tigers (WHL)       |
| 16 | George Pelawa      | Jobb szélső | USA        | Calgary Flames        | Bemidji High School (Minn.)     |
| 17 | Tom Fitzgerald     | Jobb szélső | USA        | New York Islanders    | Austin Prep (Mass.)             |
| 18 | Ken McRae          | Jobb szélső | Kanada     | Quebec Nordiques      | Sudbury Wolves (OHL)            |
| 19 | Jeff Greenlaw      | Bal szélső  | Kanada     | Washington Capitals   | kanadai válogatott              |
| 20 | Kerry Huffman      | Védő        | Kanada     | Philadelphia Flyers   | Guelph Platers (OHL)            |
| 21 | Kim Issel          | Jobb szélső | Kanada     | Edmonton Oilers       | Prince Albert Raiders (WHL)     |
|    |                    |             |            |                       |                                 |

### Második kör
| #  | Játékos            | Poszt       | Nemzetiség | NHL-csapat            | Egyetem/junior/klub csapat                |
| -- | ------------------ | ----------- | ---------- | --------------------- | ----------------------------------------- |
| 22 | Adam Graves        | Bal szélső  | Kanada     | Detroit Red Wings     | Windsor Compuware Spitfires (OHL)         |
| 23 | Jukka Seppo        | Center      | Finnország | Philadelphia Flyers   | Vaasan Sport (Mestis)                     |
| 24 | Todd Copeland      | Védő        | USA        | New Jersey Devils     | Belmont Hill School (Mass.)               |
| 25 | Dave Capuano       | Bal szélső  | USA        | Pittsburgh Penguins   | Mount Saint Charles Academy (R.I.)        |
| 26 | Greg Brown         | Védő        | USA        | Buffalo Sabres        | St. Mark's School (Mass.)                 |
| 27 | Benoît Brunet      | Bal szélső  | Kanada     | Montréal Canadiens    | Hull Olympiques (QMJHL)                   |
| 28 | Kent Hawley        | Center      | Kanada     | Philadelphia Flyers   | Ottawa 67's (OHL)                         |
| 29 | Teppo Numminen     | Védő        | Finnország | Winnipeg Jets         | Tappara (SM-liiga)                        |
| 30 | Neil Wilkinson     | Védő        | Kanada     | Minnesota North Stars | Selkirk Steelers (MJHL)                   |
| 31 | Mike Posma         | Védő        | USA        | St. Louis Blues       | Buffalo Jr. Sabres (OPJHL)                |
| 32 | Marc Laforge       | Védő        | Kanada     | Hartford Whalers      | Kingston Canadians (OHL)                  |
| 33 | Dean Kolstad       | Védő        | Kanada     | Minnesota North Stars | Prince Albert Raiders (WHL)               |
| 34 | Pekka Tirkkonen    | Center      | Finnország | Boston Bruins         | Savonlinnan Pallokerho (Mestis)           |
| 35 | Mark Kurzawski     | Védő        | USA        | Chicago Blackhawks    | Windsor Compuware Spitfires (OHL)         |
| 36 | Darryl Shannon     | Védő        | Kanada     | Toronto Maple Leafs   | Windsor Compuware Spitfires (OHL)         |
| 37 | Brian Glynn        | Védő        | Kanada     | Calgary Flames        | Saskatoon Blades (WHL)                    |
| 38 | Dennis Vaske       | Védő        | USA        | New York Islanders    | Robbinsdale Armstrong High School (Minn.) |
| 39 | Jean-Marc Routhier | Jobb szélső | Kanada     | Quebec Nordiques      | Hull Olympiques (QMJHL)                   |
| 40 | Steve Seftel       | Bal szélső  | Kanada     | Washington Capitals   | Kingston Canadians (OHL)                  |
| 41 | Stephane Guerard   | Védő        | Kanada     | Quebec Nordiques      | Shawinigan Cataractes (QMJHL)             |
| 42 | Jamie Nicolls      | Jobb szélső | Kanada     | Edmonton Oilers       | Portland Winter Hawks (WHL)               |
|    |                    |             |            |                       |                                           |

### Harmadik kör
| #  | Játékos        | Poszt       | Nemzetiség | NHL-csapat            | Egyetem/junior/klub csapat        |
| -- | -------------- | ----------- | ---------- | --------------------- | --------------------------------- |
| 43 | Derek Mayer    | Védő        | Kanada     | Detroit Red Wings     | U. of Denver (NCAA)               |
| 44 | Denis Larocque | Védő        | Kanada     | Los Angeles Kings     | Guelph Platers (OHL)              |
| 45 | Janne Ojanen   | Center      | Finnország | New Jersey Devils     | Tappara Tampere (FNL)             |
| 46 | Brad Aitken    | Bal szélső  | Kanada     | Pittsburgh Penguins   | Sault Ste. Marie Greyhounds (OHL) |
| 47 | Bob Corkum     | Center      | USA        | Buffalo Sabres        | University of Maine (NCAA)        |
| 48 | Sean Boland    | Védő        | Kanada     | Toronto Maple Leafs   | Toronto Marlboros (OHL)           |
| 49 | Don Gibson     | Védő        | Kanada     | Vancouver Canucks     | Winkler Tier II (MJHL)            |
| 50 | Esa Palosaari  | Jobb szélső | Finnország | Winnipeg Jets         | Karpat (FinD1)                    |
| 51 | Bret Walter    | Center      | Kanada     | New York Rangers      | U. of Alberta (CWUAA)             |
| 52 | Tony Hejna     | Bal szélső  | USA        | St. Louis Blues       | Nichols (N.Y. H.S.)               |
| 53 | Shaun Clouston | Center      | Kanada     | New York Rangers      | U. of Alberta (CIAU)              |
| 54 | Rick Bennett   | Bal szélső  | USA        | Minnesota North Stars | Wilbraham & Monson (Mass.)        |
| 55 | Rob Zettler    | Védő        | Kanada     | Minnesota North Stars | Sault Ste. Marie Greyhounds (OHL) |
| 56 | Kevin Kerr     | Jobb szélső | Kanada     | Buffalo Sabres        | Windsor Compuware Spitfires (OHL) |
| 57 | Jyrki Lumme    | Védő        | Finnország | Montréal Canadiens    | Ilves (SM-liiga)                  |
| 58 | Brad Turner    | Védő        | Kanada     | Minnesota North Stars | Calgary Canucks (AJHL)            |
| 59 | Bill Berg      | Védő        | Kanada     | New York Islanders    | Toronto Marlboros (OHL)           |
| 60 | Shawn Simpson  | Kapus       | Kanada     | Washington Capitals   | Sault Ste. Marie Greyhounds (OHL) |
| 61 | Jim Hrivnak    | Kapus       | Kanada     | Washington Capitals   | Merrimack College (NCAA)          |
| 62 | Marc Laniel    | Védő        | Kanada     | New Jersey Devils     | Oshawa Generals (OHL)             |
| 63 | Ron Shudra     | Védő        | Kanada     | Edmonton Oilers       | Kamloops Blazers (WHL)            |
|    |                |             |            |                       |                                   |

### Negyedik kör
| #  | Játékos           | Poszt       | Nemzetiség    | NHL-csapat            | Egyetem/junior/klub csapat        |
| -- | ----------------- | ----------- | ------------- | --------------------- | --------------------------------- |
| 64 | Tim Cheveldae     | Kapus       | Kanada        | Detroit Red Wings     | Saskatoon Blades (WHL)            |
| 65 | Sylvain Couturier | Bal szélső  | Kanada        | Los Angeles Kings     | Laval Titan (QMJHL)               |
| 66 | Anders Carlsson   | Center      | Svédország    | New Jersey Devils     | Södertalje SK (Elitserien)        |
| 67 | Rob Brown         | Jobb szélső | Kanada        | Pittsburgh Penguins   | Kamloops Blazers (WHL)            |
| 68 | Dave Baseggio     | Védő        | Kanada        | Buffalo Sabres        | Yale Egyetem (NCAA)               |
| 69 | Kent Hulst        | Center      | Kanada        | Toronto Maple Leafs   | Windsor Compuware Spitfires (OHL) |
| 70 | Ronnie Stern      | Jobb szélső | Kanada        | Vancouver Canucks     | Longueuil Chevaliers (QMJHL)      |
| 71 | Hannu Järvenpää   | Jobb szélső | Finnország    | Winnipeg Jets         | Oulun Kärpät (SM-liiga)           |
| 72 | Mark Janssens     | Center      | Kanada        | New York Rangers      | Regina Pats (WHL)                 |
| 73 | Glen Featherstone | Védő        | Kanada        | St. Louis Blues       | Windsor Compuware Spitfires (OHL) |
| 74 | Brian Chapman     | Védő        | Kanada        | Hartford Whalers      | Belleville Bulls (OHL)            |
| 75 | Kirk Tomlinson    | Bal szélső  | Kanada        | Minnesota North Stars | Hamilton Steelhawks (OHL)         |
| 76 | Dean Hall         | Csatár      | Kanada        | Boston Bruins         | St. James H.S. (Manitoba)         |
| 77 | František Kučera  | Védő        | Csehszlovákia | Chicago Blackhawks    | HC Sparta Praha (Csehszlovákia)   |
| 78 | Brent Bobyck      | Bal szélső  | Kanada        | Montréal Canadiens    | Notre Dame H.S. (Sask)            |
| 79 | Tom Quinlan       | Jobb szélső | USA           | Calgary Flames        | Hill-Murray H.S. (Minn)           |
| 80 | Shawn Byram       | Bal szélső  | Kanada        | New York Islanders    | Regina Pats (WHL)                 |
| 81 | Ron Tugnutt       | Kapus       | Kanada        | Quebec Nordiques      | Peterborough Petes (OHL)          |
| 82 | Erin Ginnell      | Center      | Kanada        | Washington Capitals   | Calgary Wranglers (WHL)           |
| 83 | Mark Bar          | Védő        | Kanada        | Philadelphia Flyers   | Peterborough Petes (OHL)          |
| 84 | Dan Currie        | Bal szélső  | Kanada        | Edmonton Oilers       | Sault Ste. Marie Greyhounds (OHL) |
|    |                   |             |               |                       |                                   |

### Ötödik kör
| #   | Játékos         | Poszt       | Nemzetiség | NHL-csapat            | Egyetem/junior/klub csapat         |
| --- | --------------- | ----------- | ---------- | --------------------- | ---------------------------------- |
| 85  | Johan Garpenlöv | Bal szélső  | Svédország | Detroit Red Wings     | Nacka HK (Elitserien)              |
| 86  | Dave Guden      |             | USA        | Los Angeles Kings     | Roxbury Latin H.S. (Mass)          |
| 87  | Mike Wolak      | Center      | USA        | St. Louis Blues       | Kitchener Rangers (OHL)            |
| 88  | Sandy Smith     | Jobb szélső | USA        | Pittsburgh Penguins   | Brainerd H.S. (Minn)               |
| 89  | Larry Rooney    | Védő        | USA        | Buffalo Sabres        | Thayer Academy (Mass)              |
| 90  | Scott Taylor    | Védő        | Kanada     | Toronto Maple Leafs   | Kitchener Rangers (OHL)            |
| 91  | Eric Murano     | Center      | Kanada     | Vancouver Canucks     | Calgary Canucks (AJHL)             |
| 92  | Craig Endean    | Bal szélső  | Kanada     | Winnipeg Jets         | Seattle Breakers (WHL)             |
| 93  | Jeff Bloemberg  | Védő        | Kanada     | New York Rangers      | North Bay Centennials (OHL)        |
| 94  | Eric Aubertin   |             | Kanada     | Montréal Canadiens    | Granby Bisons (QMJHL)              |
| 95  | Bill Horn       | Kapus       | Kanada     | Hartford Whalers      | Western Michigan University (NCAA) |
| 96  | Jari Grönstrand | Védő        | Finnország | Minnesota North Stars | Tappara Tampere (SM-liiga)         |
| 97  | Matt Pesklewis  | Bal szélső  | Kanada     | Boston Bruins         | St. Albert Saints (AJHL)           |
| 98  | Lonnie Loach    | Bal szélső  | Kanada     | Chicago Blackhawks    | Guelph Platers (OHL)               |
| 99  | Mario Milani    |             | Kanada     | Montréal Canadiens    | Verdun Junior Canadiens (QMJHL)    |
| 100 | Scott Bloom     |             | USA        | Calgary Flames        | Burnsville H.S. (Minn)             |
| 101 | Dean Sexsmith   | Center      | Kanada     | New York Islanders    | Brandon Wheat Kings (WHL)          |
| 102 | Gerald Bzdel    | Védő        | Kanada     | Quebec Nordiques      | Regina Pats (WHL)                  |
| 103 | John Purves     | Jobb szélső | Kanada     | Washington Capitals   | Hamilton Steelhawks (OHL)          |
| 104 | Todd McLellan   | Center      | Kanada     | New York Islanders    | Saskatoon Blades (WHL)             |
| 105 | David Haas      | Bal szélső  | Kanada     | Edmonton Oilers       | London Knights (OHL)               |
|     |                 |             |            |                       |                                    |

### Hatodik kör
| #   | Játékos           | Poszt             | Nemzetiség | NHL-csapat          | Egyetem/junior/klub csapat        |
| --- | ----------------- | ----------------- | ---------- | ------------------- | --------------------------------- |
| 106 | Jay Stark         | Védő              | Kanada     | Detroit Red Wings   | Portland Winter Hawks (WHL)       |
| 107 | Robb Stauber      | Kapus             | USA        | Los Angeles Kings   | Duluth Denfeld H.S. (Minn)        |
| 108 | Troy Crowder      | Jobb szélső       | Kanada     | New Jersey Devils   | Hamilton Steelhawks (OHL)         |
| 109 | Jeff Daniels      | Bal szélső        | Kanada     | Pittsburgh Penguins | Oshawa Generals (OHL)             |
| 110 | Miguel Baldris    | Védő              | Kanada     | Buffalo Sabres      | Shawinigan Cataractes (QMJHL)     |
| 111 | Stephane Giguere  | Bal szélső        | Kanada     | Toronto Maple Leafs | St. Jean Beavers (QMJHL)          |
| 112 | Steve Herniman    | Védő              | Kanada     | Vancouver Canucks   | Cornwall Royals (OHL)             |
| 113 | Rob Bateman       | Jobb szélső       | Kanada     | Winnipeg Jets       | St. Laurent H.S. (Quebec)         |
| 114 | Darren Turcotte   | Center            | USA        | New York Rangers    | North Bay Centennials (OHL)       |
| 115 | Mike O'Toole      | Csatár            | Kanada     | St. Louis Blues     | Markham Tier II (OPJHL)           |
| 116 | Joe Quinn         | Jobb szélső       | Kanada     | Hartford Whalers    | Calgary Canucks (AJHL)            |
| 117 | Scott White       | Védő              | Kanada     | Quebec Nordiques    | Michigan Tech (NCAA)              |
| 118 | Garth Premak      | Védő              | Kanada     | Boston Bruins       | New Westminster Bruins (WHL)      |
| 119 | Mario Doyon       | Védő              | Kanada     | Chicago Blackhawks  | Drummondville Voltigeurs (QMJHL)  |
| 120 | Steve Bisson      | Védő              | Kanada     | Montréal Canadiens  | Sault Ste. Marie Greyhounds (OHL) |
| 121 | John Parker       | Center            | USA        | Calgary Flames      | White Bear Lake H.S. (Minn)       |
| 122 | Tony Schmalzbauer | Védő              | USA        | New York Islanders  | Hill-Murray H.S. (Minn)           |
| 123 | Morgen Samuelsson | Bal szélső/Center | Svédország | Quebec Nordiques    | Boden HF (Elitserien)             |
| 124 | Stefan Nilsson    | Center            | Svédország | Washington Capitals | Luleå HF (Elitserien)             |
| 125 | Steve Scheifele   | Jobb szélső       | Kanada     | Philadelphia Flyers | Stratford Jr. B (OPJHL)           |
| 126 | Jim Ennis         | Védő              | Kanada     | Edmonton Oilers     | Boston University (NCAA)          |
|     |                   |                   |            |                     |                                   |

### Hetedik kör
| #   | Játékos             | Poszt       | Nemzetiség    | NHL-csapat          | Egyetem/junior/klub csapat            |
| --- | ------------------- | ----------- | ------------- | ------------------- | ------------------------------------- |
| 127 | Pär Djoos           | Védő        | Svédország    | Detroit Red Wings   | Mora IK (Elitserien)                  |
| 128 | Sean Krakiwsky      | Jobb szélső | Kanada        | Los Angeles Kings   | Calgary Wranglers (WHL)               |
| 129 | Kevin Todd          | Center      | Kanada        | New Jersey Devils   | Prince Albert Raiders (WHL)           |
| 130 | Doug Hobson         | Védő        | Kanada        | Pittsburgh Penguins | Prince Albert Raiders (WHL)           |
| 131 | Mike Hartman        | Bal szélső  | Kanada        | Buffalo Sabres      | North Bay Centennials (OHL)           |
| 132 | Dan Hie             | Center      | Kanada        | Toronto Maple Leafs | Ottawa 67's (OHL)                     |
| 133 | Jon Helgeson        | Bal szélső  | USA           | Vancouver Canucks   | Roseau H.S. (Minn)                    |
| 134 | Mark Vermette       | Jobb szélső | Kanada        | Quebec Nordiques    | Lake Superior State University (NCAA) |
| 135 | Rob Graham          | Jobb szélső | USA           | New York Rangers    | Guelph Platers (OHL)                  |
| 136 | Andy May            | Csatár      | Kanada        | St. Louis Blues     | Bramalea Jr. B (MTJHL)                |
| 137 | Steve Torrel        | Center      | USA           | Hartford Whalers    | Hibbing H.S. (Minn)                   |
| 138 | Will Andersen       | Védő        | Kanada        | New York Islanders  | Victoria Cougars (WHL)                |
| 139 | Paul Beraldo        | Center      | Kanada        | Boston Bruins       | Sault Ste. Marie Greyhounds (OHL)     |
| 140 | Mike Hudson         | Center      | Kanada        | Chicago Blackhawks  | Sudbury Wolves (OHL)                  |
| 141 | Lyle Odelein        | Védő        | Kanada        | Montréal Canadiens  | Moose Jaw Warriors (WHL)              |
| 142 | Rick Lessard        | Védő        | Kanada        | Calgary Flames      | Ottawa 67's (OHL)                     |
| 143 | Rich Pilon          | Védő        | Kanada        | New York Islanders  | Prince Albert Raiders (WHL)           |
| 144 | Jean-Francois Nault | Center      | Kanada        | Quebec Nordiques    | Granby Bisons (QMJHL)                 |
| 145 | Peter Choma         | Jobb szélső | Kanada        | Washington Capitals | Belleville Bulls (OHL)                |
| 146 | Sami Wahlsten       | Csatár      | Finnország    | Philadelphia Flyers | TPS Turku (SM-liiga)                  |
| 147 | Ivan Matulik        | Jobb szélső | Csehszlovákia | Edmonton Oilers     | HC Slovan Bratislava (Csehszlovákia)  |
|     |                     |             |               |                     |                                       |

### Nyolcadik kör
| #   | Játékos          | Poszt       | Nemzetiség | NHL-csapat            | Egyetem/junior/klub csapat            |
| --- | ---------------- | ----------- | ---------- | --------------------- | ------------------------------------- |
| 148 | Dean Morton      | Védő        | CAN        | Detroit Red Wings     | Oshawa Generals (OHL)                 |
| 149 | Rene Chapdelaine | Védő        | CAN        | Los Angeles Kings     | Lake Superior State University (NCAA) |
| 150 | Ryan Pardoski    | Bal szélső  | CAN        | New Jersey Devils     | Calgary Canucks (AJHL)                |
| 151 | Steve Rohlik     | Bal szélső  | USA        | Pittsburgh Penguins   | Hill-Murray H.S. (Minn)               |
| 152 | François Guay    | Center      | CAN        | Buffalo Sabres        | Laval Titan (QMJHL)                   |
| 153 | Steve Brennan    |             |            | Toronto Maple Leafs   | New Prep School (Mass)                |
| 154 | Jeff Noble       | Center      | CAN        | Vancouver Canucks     | Kitchener Rangers (OHL)               |
| 155 | Frank Furlan     | Kapus       | CAN        | Winnipeg Jets         | Sherwood Park (AJHL)                  |
| 156 | Barry Chyzowski  | Center      | CAN        | New York Rangers      | St. Albert Saints (AJHL)              |
| 157 | Randy Skarda     | Védő        | USA        | St. Louis Blues       | St. Thomas Academy (Minn)             |
| 158 | Ron Hoover       | Bal szélső  | CAN        | Hartford Whalers      | Western Michigan University (NCAA)    |
| 159 | Scott Mathias    |             | USA        | Minnesota North Stars | U. of Denver (NCAA)                   |
| 160 | Brian Ferreira   |             | USA        | Boston Bruins         | Falmouth H.S. (Mass)                  |
| 161 | Marty Nanne      | Jobb szélső | USA        | Chicago Blackhawks    | U. of Minnesota (NCAA)                |
| 162 | Rick Hayward     | Védő        | USA        | Montréal Canadiens    | Hull Olympiques (QMJHL)               |
| 163 | Mark Olsen       |             |            | Calgary Flames        | Colorado College (NCAA)               |
| 164 | Peter Harris     | Kapus       |            | New York Islanders    | Haverhill H.S. (Mass)                 |
| 165 | Keith Miller     | Bal szélső  | CAN        | Quebec Nordiques      | Guelph Platers (OHL)                  |
| 166 | Lee Davidson     | Center      | CAN        | Washington Capitals   | Penticton Knights (BCHL)              |
| 167 | Murray Baron     | Védő        | CAN        | Philadelphia Flyers   | Vernon Lakers (BCJHL)                 |
| 168 | Nick Beaulieu    | Bal szélső  | CAN        | Edmonton Oilers       | Drummondville Voltigeurs (QMJHL)      |
|     |                  |             |            |                       |                                       |

### Kilencedik kör
| #   | Játékos            | Poszt       | Nemzetiség | NHL-csapat            | Egyetem/junior/klub csapat        |
| --- | ------------------ | ----------- | ---------- | --------------------- | --------------------------------- |
| 169 | Marc Potvin        | Jobb szélső | CAN        | Detroit Red Wings     | Stratford Jr. B (OPJHL)           |
| 170 | Trevor Pochipinski | Védő        | CAN        | Los Angeles Kings     | Penticton Knights (BCJHL)         |
| 171 | Scott McCormack    |             |            | New Jersey Devils     | St. Paul’s H.S. (N.H)             |
| 172 | Dave McLlwain      | Center      | CAN        | Pittsburgh Penguins   | North Bay Centennials (OHL)       |
| 173 | Sean Whitham       | Védő        | CAN        | Buffalo Sabres        | Providence College (NCAA)         |
| 174 | Brian Bellefeuille | Jobb szélső | USA        | Toronto Maple Leafs   | Canterbury H.S. (Conn)            |
| 175 | Matt Merten        | Kapus       |            | Vancouver Canucks     | Stratford Jr. B (OPJHL)           |
| 176 | Mark Green         | Bal szélső  | USA        | Winnipeg Jets         | New Hampton Prep (N.H)            |
| 177 | Pat Scanlon        |             | USA        | New York Rangers      | Cretin Derham Hall H.S. (Minn)    |
| 178 | Martyn Ball        |             |            | St. Louis Blues       | St. Michael's Jr. B (Toronto)     |
| 179 | Rob Glasgow        |             | CAN        | Hartford Whalers      | Sherwood Park (AJHL)              |
| 180 | Lance Pitlick      | Védő        | USA        | Minnesota North Stars | Cooper H.S. (Minn)                |
| 181 | Jeff Flaherty      |             |            | Boston Bruins         | Weymouth H.S. (Mass)              |
| 182 | Geoff Benic        | Bal szélső  | CAN        | Chicago Blackhawks    | Windsor Compuware Spitfires (OHL) |
| 183 | Antonin Routa      |             | CZE        | Montréal Canadiens    | Csehszlovákia                     |
| 184 | Warren Sharples    | Kapus       | CAN        | Calgary Flames        | Penticton Knights (BCJHL)         |
| 185 | Jeff Jablonski     | Bal szélső  | USA        | New York Islanders    | London Diamonds Jr. B (OHA)       |
| 186 | Pierre Millier     |             | CAN        | Quebec Nordiques      | Chicoutimi Sagueneens (QMJHL)     |
| 187 | Tero Toivola       |             | FIN        | Washington Capitals   | Tappara Tampere (FNL)             |
| 188 | Blaine Rude        | Csatár      | USA        | Philadelphia Flyers   | Fergus Falls H.S (N.D)            |
| 189 | Mike Greenlay      | Kapus       | CAN        | Edmonton Oilers       | Calgary Midgets AAA               |
|     |                    |             |            |                       |                                   |

### Tizedik kör
| #   | Játékos         | Poszt       | Nemzetiség | NHL-csapat            | Egyetem/junior/klub csapat        |
| --- | --------------- | ----------- | ---------- | --------------------- | --------------------------------- |
| 190 | Scott King      | Kapus       | CAN        | Detroit Red Wings     | Vernon Lakers (BCJHL)             |
| 191 | Paul Kelly      | Jobb szélső | CAN        | Los Angeles Kings     | Guelph Platers (OHL)              |
| 192 | Frederic Chabot | Kapus       | CAN        | New Jersey Devils     | St. Foy Midget (Quebec AAA)       |
| 193 | Kelly Cain      | Center      | CAN        | Pittsburgh Penguins   | London Knights (OHL)              |
| 194 | Kenton Rein     | Kapus       | CAN        | Buffalo Sabres        | Prince Albert Raiders (WHL)       |
| 195 | Sean Davidson   | Jobb szélső | CAN        | Toronto Maple Leafs   | Toronto Marlboros (OHL)           |
| 196 | Marc Lyons      | Védő        | CAN        | Vancouver Canucks     | Kingston Canadians (OHL)          |
| 197 | John Blue       | Kapus       | USA        | Winnipeg Jets         | University of Minnesota (NCAA)    |
| 198 | Joe Ranger      | Védő        | CAN        | New York Rangers      | London Knights (OHL)              |
| 199 | Rod Thacker     | Védő        | CAN        | St. Louis Blues       | Hamilton Steelhawks (OHL)         |
| 200 | Sean Evoy       | Kapus       | CAN        | Hartford Whalers      | Cornwall Royals (OHL)             |
| 201 | Dan Keczmer     | Védő        | USA        | Minnesota North Stars | Detroit Little Caesars            |
| 202 | Greg Hawgood    | Védő        | CAN        | Boston Bruins         | Kamloops Blazers (WHL)            |
| 203 | Glenn Lowes     | Bal szélső  | CAN        | Chicago Blackhawks    | Toronto Marlboros (OHL)           |
| 204 | Eric Bohemier   | Kapus       | CAN        | Montréal Canadiens    | Hull Olympiques (QMJHL)           |
| 205 | Doug Pickell    | Bal szélső  | CAN        | Calgary Flames        | Kamloops Blazers (WHL)            |
| 206 | Kerry Clark     | Jobb szélső | CAN        | New York Islanders    | Saskatoon Blades (WHL)            |
| 207 | Chris Lappin    |             |            | Quebec Nordiques      | Canterbury H.S. (Conn)            |
| 208 | Bob Babcock     | Védő        | CAN        | Washington Capitals   | Sault Ste. Marie Greyhounds (OHL) |
| 209 | Shaun Sabol     | Védő        | USA        | Philadelphia Flyers   | St. Paul Vulcans (USHL)           |
| 210 | Matt Lanza      | Védő        | USA        | Edmonton Oilers       | Winthrop H.S. (Mass)              |
|     |                 |             |            |                       |                                   |

### Tizenegyedik kör
| #   | Játékos           | Poszt       | Nemzetiség | NHL-csapat            | Egyetem/junior/klub csapat            |
| --- | ----------------- | ----------- | ---------- | --------------------- | ------------------------------------- |
| 211 | Tom Bissett       | Bal szélső  | USA        | Detroit Red Wings     | Michigan Tech (NCAA)                  |
| 212 | Russ Mann         |             |            | Los Angeles Kings     | St. Lawrence University (NCAA)        |
| 213 | John Andersen     | Center      | CAN        | New Jersey Devils     | Oshawa Generals (OHL)                 |
| 214 | Stan Drulia       | Jobb szélső | USA        | Pittsburgh Penguins   | Belleville Bulls (OHL)                |
| 215 | Troy Arndt        | Védő        | CAN        | Buffalo Sabres        | Portland Winter Hawks (WHL)           |
| 216 | Mark Holick       | Jobb szélső | CAN        | Toronto Maple Leafs   | Saskatoon Blades (WHL)                |
| 217 | Todd Hawkins      | Bal szélső  | CAN        | Vancouver Canucks     | Belleville Bulls (OHL)                |
| 218 | Matt Cote         | Védő        | CAN        | Winnipeg Jets         | Lake Superior State University (NCAA) |
| 219 | Russ Parent       | Védő        | CAN        | New York Rangers      | South Winnipeg Blues (MJHL)           |
| 220 | Terry MacLean     | Center      | CAN        | St. Louis Blues       | Longueuil Chevaliers (QMJHL)          |
| 221 | Cal Brown         |             | CAN        | Hartford Whalers      | Penticton Knights (BCJHL)             |
| 222 | Garth Joy         | Védő        | CAN        | Minnesota North Stars | Hamilton Steelhawks (OHL)             |
| 223 | Steffan Malmquist |             | SWE        | Boston Bruins         | Leksands IF (SEL)                     |
| 224 | Chris Thayer      |             |            | Chicago Blackhawks    | Kent H.S. (Conn)                      |
| 225 | Charlie Moore     | Bal szélső  | CAN        | Montréal Canadiens    | Belleville Bulls (OHL)                |
| 226 | Anders Lindström  |             | SWE        | Calgary Flames        | Timra (Svédország)                    |
| 227 | Dan Beaudette     | Jobb szélső | USA        | New York Islanders    | St. Thomas Academy (Minn. H.S.)       |
| 228 | Martin Latreille  |             | CAN        | Quebec Nordiques      | Laval Titan (QMJHL)                   |
| 229 | John Schratz      |             |            | Washington Capitals   | Amherst Jr. B                         |
| 230 | Brett Lawrence    |             | USA        | Philadelphia Flyers   | Rochester Jr. Americans               |
| 231 | Mojmír Božik      | Védő        | CZE        | Edmonton Oilers       | Košice (Csehszlovákia)                |
|     |                   |             |            |                       |                                       |

### Tizenkettedik kör
| #   | Játékos          | Poszt       | Nemzetiség  | NHL-csapat            | Egyetem/junior/klub csapat     |
| --- | ---------------- | ----------- | ----------- | --------------------- | ------------------------------ |
| 232 | Peter Ekroth     |             | SWE         | Detroit Red Wings     | Sodertalje SK (SEL)            |
| 233 | Brian Hayton     | Védő        | CAN         | Los Angeles Kings     | Guelph Platers (OHL)           |
| 234 | Bill Butler      |             |             | St. Louis Blues       | Northwood Prep (N.Y.)          |
| 235 | Rob Wilson       | Védő        | CAN         | Pittsburgh Penguins   | Sudbury Wolves (OHL)           |
| 236 | Doug Kirton      | Jobb szélső | CAN         | New Jersey Devils     | Orillia Travelways (OJHL)      |
| 237 | Brian Hoard      | Védő        | CAN         | Toronto Maple Leafs   | Hamilton Steelhawks (OHL)      |
| 238 | Vlagyimir Krutov | Csatár      | Szovjetunió | Vancouver Canucks     | CSKA Moszkva (Szovjetunió)     |
| 239 | Arto Blomsten    | Védő        | SWE         | Winnipeg Jets         | Djurgårdens IF (SEL)           |
| 240 | Soren True       | Bal szélső  | DEN         | New York Rangers      | Skobakken (Dánia)              |
| 241 | David O'Brien    | Jobb szélső | USA         | St. Louis Blues       | Northeastern University (NCAA) |
| 242 | Brian Verbeek    | Center      | CAN         | Hartford Whalers      | Kingston Canadians (OHL)       |
| 243 | Kurt Stahura     |             |             | Minnesota North Stars | Williston Academy (Mass)       |
| 244 | Joel Gardner     | Center      | CAN         | Boston Bruins         | Sarnia Jr. B (OPJHL)           |
| 245 | Sean Williams    | Center      | CAN         | Chicago Blackhawks    | Oshawa Generals (OHL)          |
| 246 | Karel Svoboda    | Csatár      | CZE         | Montréal Canadiens    | Csehszlovákia                  |
| 247 | Antonín Stavjaňa |             | CZE         | Calgary Flames        | Gottwaldov (Csehszlovákia)     |
| 248 | Paul Thompson    | Védő        | GBR         | New York Islanders    | Northern Manitoba AAA (Midget) |
| 249 | Sean Boudreault  |             | USA         | Quebec Nordiques      | Mount St. Charles H.S. (R.I.)  |
| 250 | Scott McCrory    | Center      | CAN         | Washington Capitals   | Oshawa Generals (OHL)          |
| 251 | Dan Stephano     | Kapus       |             | Philadelphia Flyers   | Northwood Prep (N.Y.)          |
| 252 | Tony Hand        | Csatár      | GBR         | Edmonton Oilers       | Murrayfield Racers (BHL)       |
|     |                  |             |             |                       |                                |